# Montgomery County (New York)
Montgomery County je okres ve státě New York ve Spojených státech amerických. K roku 2010 zde žilo 50 219 obyvatel. Správním městem okresu je Fonda. Celková rozloha okresu činí 1 062 km².